# 시야봉가 놈베테
시야봉가 놈베테(Siyabonga Nomvethe)는 1977년 12월 2일, 남아프리카공화국 출생이다. 포지션은 스트라이커다.
시야봉가 놈베테는 2002년 FIFA 월드컵, 2010년 FIFA 월드컵에 참여하였다.
2002월드컵 2010월드컵에 참여하였으며 2002 한일월드컵 B조예선 한국 대구경기장에서 열린 남아공 대 슬로베니아전에서 결승골을 넣었다. 놈베테의 이 골로 남아공은 슬로베니아에 1:0 승리를 거두었다.
하지만 스페인에 3:2로 져 파라과이에게 골득실로 뒤져 16강 진출엔 실패하였다.
2010년 자국에서 열린 남아공월드컵에서도 엔트리에 포함되었지만 a조 멕시코전 우루과이전은 벤치에만 앉아 있었고 마지막 3차전 프랑스전에서 68분 버나드 파커와 교체해서 출전했다.
남아공은 프랑스에 2:1로 승리를 거뒀지만 멕시코에 골득실이 밀려서 16강 토너먼트에 진출하지 못하였고FIFA 월드컵 역사상 처음으로 결선 토너먼트에 진출하지 못하는 개최국이 되는 불명예를 안았다.